# Tarot Nouveau
El Tarot Nouveau, el Tarot Nouveau francès o el Tarot Bourgeois és un patró de cartes de tarot d'origen alemany que encara s'utilitza per jugar a jocs de cartes avui a l'Europa occidental i al Canadà. No s’utilitza amb finalitats endevinatories de cap tipus. Aquesta baralla es troba amb més freqüència a França, la Valònia belga, la Suïssa Romanda i el Quebec canadenc per jugar al Tarot francès; al sud-oest d'Alemanya per jugar al Cego i al Dreierles; i a Dinamarca per Tarok danès. El nom preferit per la Societat Internacional de Cartes a jugar per aquest patró és Tarot Bourgeios.

## Origen

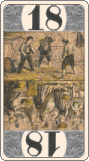
El trumfo 18 amb una imatge simètrica al centre, element característic d'aquest patró

Aquest patró s'originà a finals del segle XIX amb l'impresor de naips C.L. Wüst de Frankfurt, Alemanya. Aquesta edició inicial no tenia la numeració als cantons que ja es troben en la versió posterior del segle xx, incorporada pels impresors de naips francesos com Grimaud a principis de la dècada de 1900. Per altra banda, els valors dels trumfos van canviar la numeració llatina, habitual a les baralles més antigues, als números àrabs utilitzats en l'escriptura moderna. Aquests es van col·locar al centre dels panells en una font Fraktur similar a les cartes del joc alemany Tarock de Cego.
Els principals impresors amb aquest patró són Cartamundi (i les seves filials) i Piatnik & Söhne. Avui en dia hi ha almenys dos dissenys estàndard disponibles. El més comú és produït per Ducale, Fournier i Grimaud per al Tarot francès; els trumfos representen escenes de burgesia benestant a casa i a la ciutat i al camp, amb números a cada cantó. El segon disseny és de F.X. Schmid; els trumfos representen escenes més rurals i bucòliques de gent camperola; els números són centrals per sobre de les escenes individuals. La Societat Internacional de Cartes classifica ambdós tipus com a Tarot Bourgeois.

## Naips
Les cartes tenen els colls francesos de piques, cors, diamants i trebols, en lloc dels colls italians d’espases, copes, oros i bastos (típics a les baralles de tarot que s’utilitzen per a la cartomància) o els colls tradicionals alemanys de cors, campanes, glans i fulles. (que es veu habitualment a les baralles de Tarock i Schafkopf a Alemanya de l’Est, Àustria i Hongria). Les cartes "pip" i les figures del Tarot Nouveau tenen un format similar a les de la baralla tradicional francesa de 52 cartes, amb l'addició de la carta de cavaller (chevalier).
Els atouts o trumfos varien en el disseny. Les del tipus Fournier, de 78 cartes, representen escenes costumistes de principis del segle xix de la burgesia benestant europea, d'aquí nom alternatiu comú per al joc: "Tarot burgès". En aquest disseny, les cartes tenen el número al cantó; a les baralles més antigues només en tenien un a la part superior esquerra / inferior dreta, amb les inicials del fabricant a la part superior dreta / inferior esquerra. Per altra banda, les baralles actuals els tenen als quatre cantons.
Per contra, els tarocks dels paquets Schmid de 54 cartes que s’utilitzen al sud-oest d’Alemanya per a jocs com el Cego i Dreierles, tenen escenes més rurals i bucòliques i van numerades a la part central superior als dos extrems de les cartes de doble cap. Ambdós números als cantons i l'art reversible de les figures i els trumfos faciliten la identificació de cartes quan es troben a la mà del jugador.

## Composició

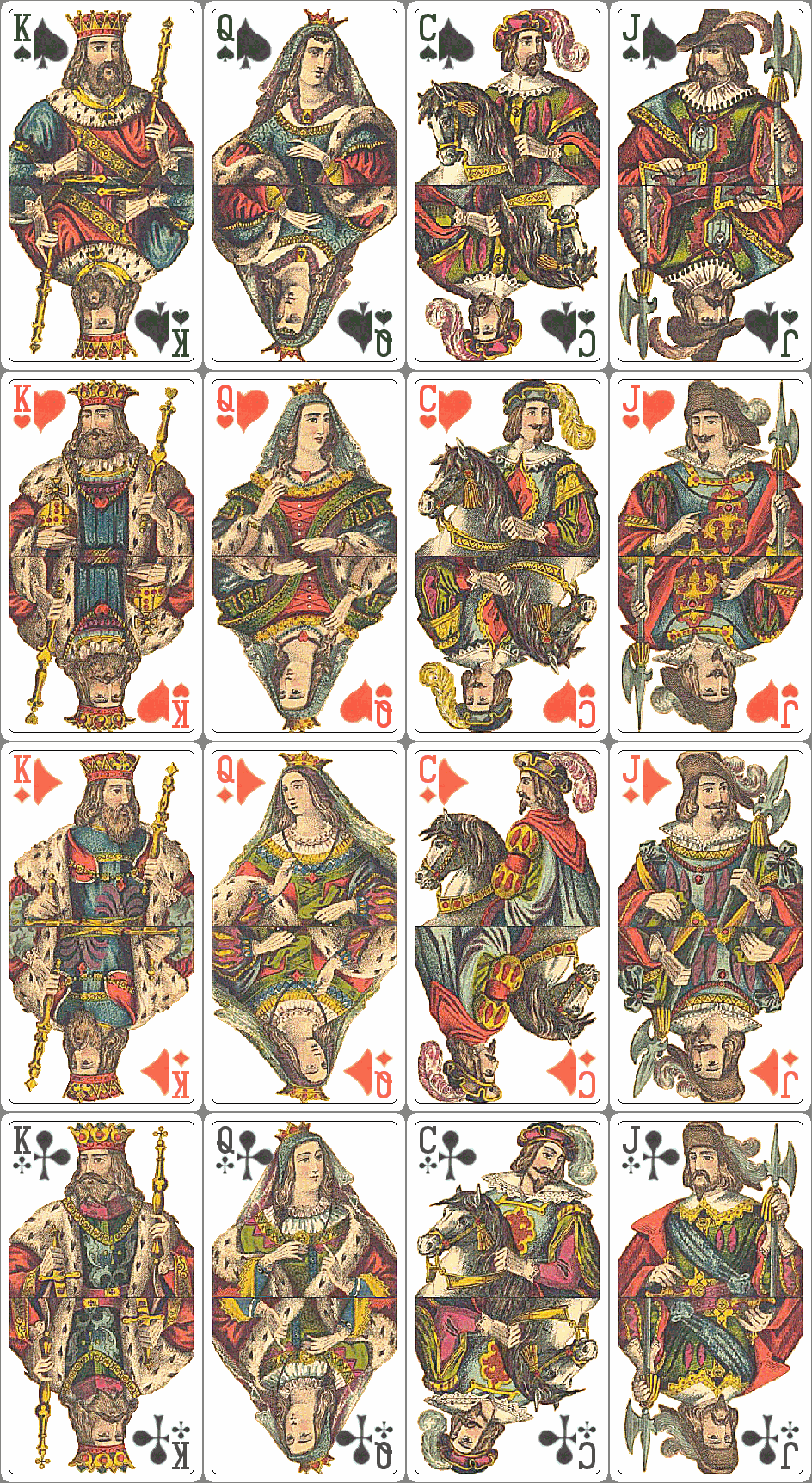
Figures del Tarot Nouveau amb la numeració anglesa

El tipus Fournier de baralla de Tarot Nouveau, com la majoria (però no totes) de baralles de tarot, es compon de 78 cartes. 56 s’adapten als colls tradicionals francesos, amb 14 cartes per coll: deu cartes "pip" amb valors de l'1 al 10 (l'as porta el número 1 en lloc de la familiar "A", i sol ocupar un lloc baix), i quatre cartes de cort: jack (sota o valet), cavaller (cavall o chevalier), reina (dame) i rei (roi). Els altres 22 són els 21 atouts o trumfos i el foll. La baralla és, doncs, principalment diferent de la baralla de pòquer de 52 cartes per l'existència del coll complet de trumfos i l'addició de la carta de cavaller.

## Trumfos
Cada un dels 21 trumfos d’una baralla del Tarot Nouveau té dues escenes que ocupen la part gràfica de la carta, de manera més o manco reversible (una escena sempre està cap per amunt i l'altra cap per avall), però a diferència de les figures, el dibuix de les quals és totalment reversible, la majoria de les escenes de les cartes no són simètriques en la rotació. Cada carta té una escena que mostra una representació "urbana" d'un tret o idea determinat (que es mostra a continuació), mentre que a l'altra cara es representa una interpretació més "rural". Aquests temes van ser escollits per representar els trumfos del tarot a Unicode 7.0 en lloc dels models més històrics i coneguts com el Tarot de Marsella.
Les escenes representades són les següents:
| Tema general               | Número de la carta | Tema de la carta | Representació urbana              | Representació rural              |
| -------------------------- | ------------------ | ---------------- | --------------------------------- | -------------------------------- |
| Les quatre edats           | 2                  | Infantesa        | Nens jugant en un parc            | Nois en una desfilada            |
| Les quatre edats           | 3                  | Joventut         | Grup de joves en un parc          | Tres noies amb vestits de ciutat |
| Les quatre edats           | 4                  | Maduresa         | A l'oficina                       | Dona amb infants                 |
| Les quatre edats           | 5                  | Ancianitat       | Avi                               | Àvia                             |
| Els quatre moments del dia | 6                  | Matí             | Esmorzant                         | Segant el blat                   |
| Els quatre moments del dia | 7                  | Horabaixa        | Debat al saló                     | Descansant en el camp            |
| Els quatre moments del dia | 8                  | Vespre           | Festa en el saló                  | Familia reunida a la porxada     |
| Els quatre moments del dia | 9                  | Nit              | Tornant a casa després de la caça | La ronda nocturna                |
| Els quatre elements        | 10                 | Terra            |                                   | La mina                          |
| Els quatre elements        | 10                 | Aire             |                                   | Pastor a la muntanya             |
| Els quatre elements        | 11                 | Aigua            |                                   | Remant en el llac                |
| Els quatre elements        | 11                 | Foc              |                                   | El picnic                        |
| Els quatre entreteniments  | 12                 | Dansa            | Soirée                            | Dansa popular                    |
| Els quatre entreteniments  | 13                 | Compres          | La tenda                          | La tenda del poble               |
| Els quatre entreteniments  | 14                 | Aire lliure      | Caça                              | Pesca                            |
| Els quatre entreteniments  | 15                 | Arts visuals     | Fotografia                        | Pintura                          |
| Les quatre estacions       | 16                 | Primavera        | Jardiner al parc                  | Tosa ovelles                     |
| Les quatre estacions       | 17                 | Estiu            | A les carreres                    | Assecant el blat                 |
| Les quatre estacions       | 18                 | Tardor           | Al mercat                         | Trillant el blat                 |
| Les quatre estacions       | 19                 | Hivern           | Patinatge                         | Filant                           |
| El joc                     | 20                 | Jocs             | Cartes                            | Petanca                          |
| La follia                  | 21                 | Col·lectiva      | El carnaval                       | La desfilada militar             |
| La follia                  | 1                  | Individual       | El pellasso trist                 | El foll i la ballarina           |